# Sent Savin (Alts Pirineus)
Sent Savin (en francès Saint-Savin) és un municipi francès situat al departament dels Alts Pirineus i a la regió d'Occitània.

## Demografia
| 1962                                       | 1968 | 1975 | 1982 | 1990 | 1999 | 2007 |
| ------------------------------------------ | ---- | ---- | ---- | ---- | ---- | ---- |
| 373                                        | 377  | 327  | 316  | 331  | 353  | 389  |
| Des de 1962: població sense dobles comptes |      |      |      |      |      |      |

## Administració
| Període   | Identitat      | Partit |
| --------- | -------------- | ------ |
| 1989-2008 | Roger Augillon |        |
| 2008-     | Gérard Omisos  |        |